# Карло Кракко
Карло Кракко (італ. Carlo Cracco; 8 жовтня 1965, Креаццо) — італійський кухар, телевізійний діяч, гастроном і ресторатор.

## Біографія

### Кар'єра кухаря
Після закінчення  інституту готелю «Pellegrino Artusi» в Рекоаро-Терме працював у ресторані «Да Ремо» у Віченці. Професійний переломний момент настав, коли в 1986 році він співпрацював з Gualtiero Marchesi, в Мілані. Пізніше він працював у «La Meridiana» в Гарленді та в Парижі, де вивчав французьку кухню в ресторані шеф-кухаря Алена Дукаса та в «Лукас Картон» під керівництвом Алена Сендеренса.
Згодом Карло Кракко повернувся до Італії, до Флоренції, де він був першим шеф-кухарем у Enoteca Pinchiorri. Під час свого управління виноробний магазин отримує три зірки на путівнику Мішлен. Гуальтьєро Маркесі знову закликає його відкрити свій  ресторан «L'Albereta» в Ербуско, де Кракко працював шеф-кухарем три роки. Відразу після цього він відкрив ресторан «Le Clivie» у Пйобезі-д'Альба, який лише через рік отримав зірку Мішлен.
У 2001 році, на запрошення сім'ї Стопані, власника магазину Peck deli, Кракко відкриває ресторан «Cracco Peck» у Мілані, де працює виконавчим шеф-кухарем до 2007 року. З його приходом ресторан отримує дві зірки Мішлен. З 2007 року він став покровителем ресторану, який перейменовує на «Cracco». У виданні 2018 року довідника Michelin ресторан втрачає свою другу зірку.
У 2011 році є членом-засновником і президентом некомерційного об’єднання «Маестро Мартино»; з середини лютого 2014 року він створив бістро «Чарльз і Камілла в лісозаводі», яке отримало свою назву від старої занедбаної лісопилки, залишеної в первісному вигляді, в районі Навіглі в Мілані.
У листопаді 2016 року він відкрив свій перший ресторан за кордоном, OVO від Carlo Cracco, що знаходиться в Москві, всередині готелю Lotte, призначивши молодого Емануеля Полліні шеф-кухарем, який раніше  працював у ресторані «In Segheria».
4 березня 2017 року, відповідною  заявою про залишення ролі судді MasterChef Italia, він заявив, що хоче присвятити себе  іншим проєктам, наприклад, відкриттю двох нових ресторанів у Мілані, один із яких у Galleria Vittorio Emanuele II.
У 2019 році він отримав премію «Америка» Фондом Італії США в Палаті депутатів.

### Телевізійна кар'єра
З 2011 по 2017 рік він був серед суддів MasterChef Italia: перші чотири видання з Бруно Барб'єрі та Джо Бастіанічем, до яких приєднався шеф-кухар Антоніно Каннаваччуоло в п'ятому та шостому. 13 лютого 2013 року він брав участь у фестивалі Санремо під керівництвом Фабіо Фаціо, щоб  підтримати співачку Анналісу. З 2014 по 2018 рік керував Hell's Kitchen Italia.
18 квітня 2018 року «Cracco Confidential» вийде в ефір Nove, документального фільму, знятого про діяльність попереднього року (2017): від закриття ресторану «через Hugo», до відкриття нового «в Galleria», крім кар'єри та життя шеф-кухаря (від шлюбу з Розою до смерті майстра Гуальтьєро Марчесі). У програмі виступили його дружина Роза Фанті Кракко, права рука Лука Саккі, бригада, архітекторів проєкту та його друзі, які розповідають про життя шеф-кухаря.

### Приватне життя
У нього є дві дочки — Свева та Ірен, від попереднього шлюбу та двоє дітей від другої дружини Рози Фанті, з якою він одружився 19 січня 2018 року в Мілані.

## Нагороди та визнання

### Кракко
- 1 зірка Мішлен  (2 до 2017 року) [19]
- 18.5-20 на путівник еспрессо
- 3 вилки Gambero Rosso

## Телебачення
- MasterChef Italia ( Cielo, 2011 ; Sky Uno, 2012 - 2017 ) - суддя
- Молодший шеф-кухар Італії ( Sky Uno, 2014 ) - гість
- Hell's Kitchen Italia ( Sky Uno, 2014– 2018 )
- Cracco Confidential ( дев'ять, 2018)
- На моїй кухні: рецепт з Кракко ( Рай 2, 2019 )

## Завод
- Утопія білого трюфеля, Casalnoceto, Folini, 2002. ISBN 88-7266-061-0 .
- Яєчна квадратура, Casalnoceto, Фоліні, 2004. ISBN 88-7266-068-8 .
- Cracco. Ароматизатори в русі , з Алессандрою Мелдолесі, Мілан-Флоренція, Джунті, 2006. ISBN 88-09-04791-5 .
- Панеттон з двома голосами. Карло Кракко, Давіде Олдані та дріжджі свят. Історія, традиції, підпис кухні , з Девід Олдані, Флоренція, Джунті, 2010. ISBN 978-88-09-75561-1 .
- Якщо ви хочете бути крутим, використовуйте шалот. Від практики до граматики: навчіться готувати за 60 рецептами , Мілан, RCS Libri, 2012. ISBN 978-88-17-05914-5 .
- Деякі люблять Cracco. Регіональна кухня, як мені подобається , Мілан, RCS Libri, 2013. ISBN 978-88-17-06948-9 .
- Прекрасна італійська кухня. Карло Кракко представляє регіональні рецепти , Corriere della Sera Editore 2014.
- Скажи, зроби, тушкуй. На 11 уроках і 40 рецептах всі прийоми подолання себе на кухні , Мілан, RCS Libri 2014. ISBN 978-88-586-7464-2 .
- На початку був солений кавун. Подорож до центру смаку , Мілан, RCS Libri, 2015. ISBN 978-88-17-09167-1
- Яйце чи борошно народилися першими?, Ріццолі, 2016. ISBN 978-88-17-09018-6

## Інші проєкти
- Wikiquote [Архівовано 20 травня 2008 у Wayback Machine.] contiene citazioni di o su Carlo Cracco
- Wikimedia Commons [Архівовано 10 серпня 2019 у Wayback Machine.] contiene immagini o altri file su Carlo Cracco